# سلاح انشطاري معزز

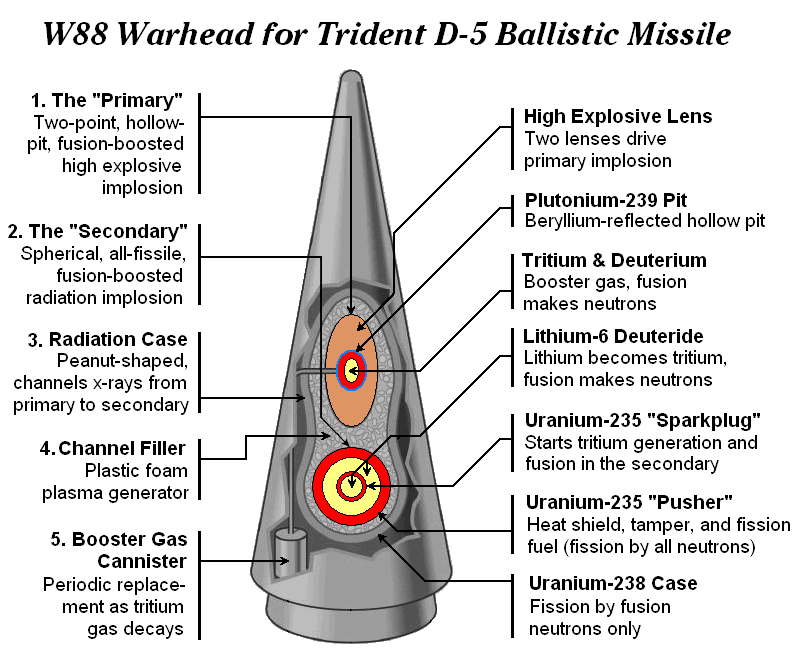

الأسلحة النووية الانشطارية المعززة هي أحد أنواع الأسلحة النووية التي تكمن قوتها في وجود كمية قليلة من وقود اندماجي مما يعزز بالتالي من معدل وناتج عملية الأنشطار النووي.

## الانشطار النووي
تحدث العملية لعنصر ثقيل مثل اليورانيوم ذو كتلة ذرية رقم 235 (يورانيوم-235) وبلوتونيوم ذو كتلة ذرية رقم 239 (بلوتونيوم-239) حيث تحفز هذه العناصر الثقيلة على الأنشطار بواسطة تسليط حزمة من النيوترونات على نواتها والتي تؤدي إلى انشطارها إلى عدة اجزاء وكل جزء مكون بعد الأنشطار الأولي تمتلك من النيوترونات الخاصة بها ماتكفي لتحفيز انشطار اخر وتستمر هذه السلسلة من الأنشطارات التي تتم اجراءها عادة في المفاعلات النووية وكل عملية انشطار يؤدي إلى خلق كميات كبيرة من الطاقة الحركية.
ترجع بداية هذه الفكرة إلى العالم الفيزيائي ألبرت أينشتاين حيث قام في عام 1905 بنشر فكرة النظرية النسبية الخاصة، وحسب هذه النظرية فان الطاقة تساوي كتلة المادة مضروبا في مربع سرعة الضوء E = mc2 وحسب هذه المعادلة الشهيرة فان كمية قليلة من الكتلة تكون مساوية إلى كمية هائلة من الطاقة فعلى سبيل المثال يمكن تحويل كغم واحد من المادة كاملة إلى طاقة مساوية إلى الطاقة الناتجة من تفجير 22 ميغاطن من مادة تي إن تي ولتوضيح أكثر فان هذه المعادلة تعني ان أي جسم له كتلة يكون له طاقة حتى إذا كان الجسم في حالة ثبات، هذه المعادلة كانت العامل الرئيسي الذي تمحور حوله فكرة االأسلحة النووية فبقياس كتل الانوية لذرات عناصر مختلفة يمكن تقدير الطاقة الموجودة فيها بمجرد ضربها في سرعة الضوء التي هي عدد ثابت (1,079,252,848.8 كم في الساعة أو تقريبا 300,000 كم في الثانية).
في عام 1938 تمكن عالم من ألمانيا اسمه أوتو هان من شطر ذرة يورانيوم إلى جزئين عن طريق تسليط حزمة من النيوترونات عليه وبعد هذه التجربة أصبحت فكرة الأسلحة النووية في متناول اليد.

## اقرأ أيضاً
- سلاح نووي